# Hansenia pulverulenta
Hansenia pulverulenta är en insektsart som beskrevs av Francis Walker 1851 och fick sitt nu gällande namn av Leopold Melichar 1901.
Hansenia pulverulenta ingår i släktet Hansenia och familjen Flatidae. Inga underarter finns listade i Catalogue of Life.